# Seznam estonskih poslovnežev
Seznam estonskih poslovnežev.

## A
- Toomas Annus (1960)
- Andrus Ansip (1956)

## J
- Steve Jurvetson (1967)

## K
- Tiit Kuuli (1961)

## L
- Rein Lang (1957)
- Hans H. Luik (1961)
- Aadu Luukas (1939-2006)

## M
- Jaan Manitski (1942)
- Harry Männil (1920-2010)
- Anna Murdoch-Mann (née Torv, 1944)

## N
- Ülo Nugis (1944-2011)

## P
- Tõnis Palts (1953)
- Sir Arvi Parbo (1926-2019)
- Juhan Parts (1966)

## S
- Endel Siff (1957)

## T
- Olari Taal (1953)
- Indrek Toome (1943-2023)

## V
- Tiit Vähi (1947)